# Крамп-Карренбауэр, Аннегрет
Аннегре́т Крамп-Ка́рренбауэр (нем. Annegret Kramp-Karrenbauer, сокр. AKK; урожд. Крамп; род. 9 сентября 1962, Фёльклинген) — немецкий политик и государственный деятель, председатель Христианско-демократического союза (2018—2021).
С августа 2011 по февраль 2018 года Крамп-Карренбауэр занимала должность премьер-министра земли Саар, с июня 2011 года являлась председателем земельного отделения ХДС в Сааре.
С ноября 2010 года входила в состав президиума ХДС. С 26 февраля по 7 декабря 2018 года занимала должность генерального секретаря ХДС. 7 декабря 2018 года Аннегрет Крамп-Карренбауэр была избрана председателем ХДС и занимала должность до 22 января 2021 г.
С 17 июля 2019 года — министр обороны Германии.

## Биография
Аннегрет Крамп-Карренбауэр выросла в консервативной католической семье и в 1982 году окончила фёльклингенскую гимназию. Вступила в ХДС в 1981 году. С 1984 года изучала политические науки и юриспруденцию в Трирском и Саарском университетах. По окончании учёбы в 1991—1998 годах работала референтом в ХДС Саара и в 1999 году личным ассистентом председателя фракции ХДС в ландтаге и будущего премьер-министра Саара Петера Мюллера. В 2000—2007 годах Крамп-Карренбауэр занимала пост министра внутренних дел, семьи, по правам женщин и спорта в правительстве Саара, позднее министра образования, семьи, по правам женщин и культуры. В 2009—2011 годах Крамп-Карренбауэр служила министром труда, семьи, по социальным вопросам, профилактики и спорта.

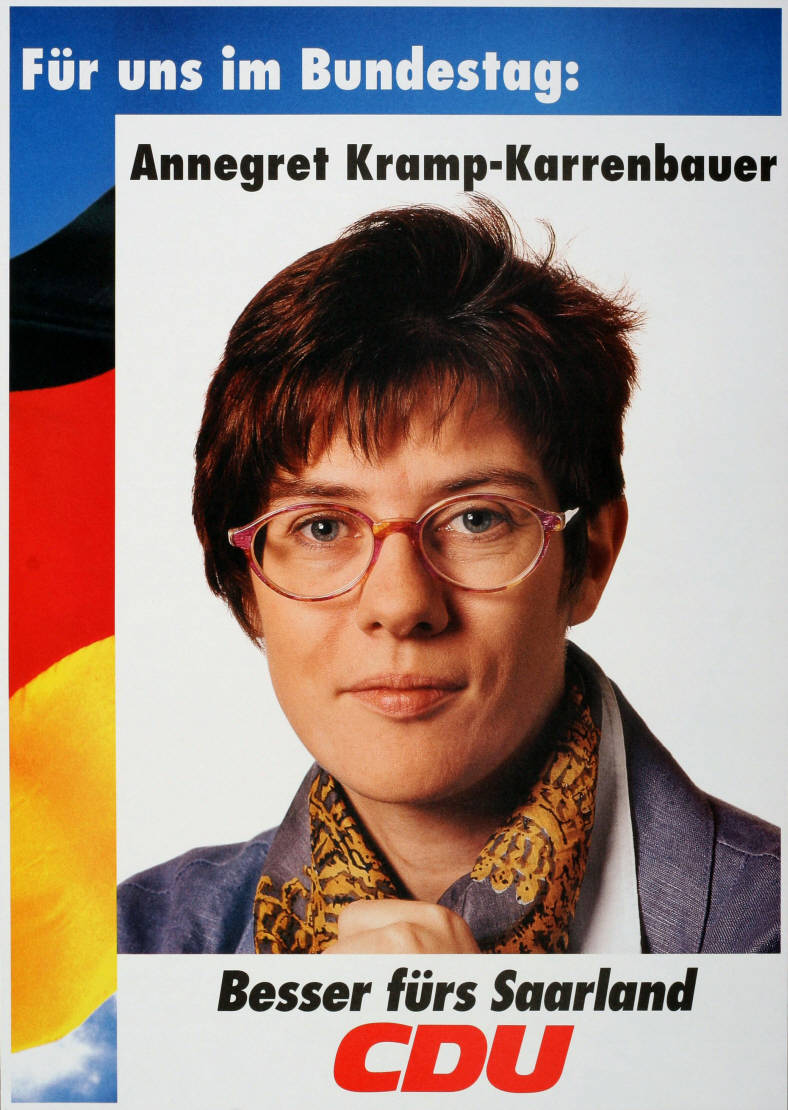
В 1994 году

22 января 2011 года премьер-министр Саара Петер Мюллер заявил о своей отставке как с поста главы правительства, так и с поста председателя земельного отделения партии и предложил на своё место кандидатуру Крамп-Карренбауэр. На съезде ХДС 26 февраля 2018 года в Берлине Аннегрет Крамп-Карренбауэр была избрана генеральным секретарём партии и в связи с переходом на партийную работу на федеральном уровне подала в отставку с должности премьер-министра Саара с 28 февраля 2018 года. 1 марта 2018 года её преемником на этой должности в Сааре стал Тобиас Ханс.
В связи с инцидентом в Керченском проливе генеральный секретарь ХДС Аннегрет Крамп-Карренбауэр предложила закрыть порты западных стран для российских кораблей из Азовского моря, пока Россия блокирует вход в него украинских кораблей.
После отказа Ангелы Меркель в октябре 2018 года от переизбрания на должность председателя партии Аннегрет Крамп-Карренбауэр 7 декабря 2018 года была избрана новым лидером на съезде ХДС в Гамбурге, победив во втором туре Фридриха Мерца, который получил поддержку 48,2 % делегатов.
17 июля 2019 года получила портфель министра обороны в четвёртом правительстве Меркель после избрания Урсулы фон дер Ляйен на пост председателя Еврокомиссии.
10 февраля 2020 года объявила об уходе с поста председателя партии после общенационального скандала из-за голосования в ландтаге Тюрингии за утверждение главой земельного правительства кандидата СвДП Томаса Кеммериха, чью кандидатуру поддержали фракции ХДС и крайне правой Альтернативы для Германии. Крамп-Карренбауэр сохранила портфель министра обороны и исполняла обязанности лидера ХДС до завершения выборов её преемника, перенесенных в связи с пандемией COVID-19 на 2021 год. 16 января 2021 г. новым председателем партии стал Армин Лашет.
21 октября 2021 заявила о важности сдерживания РФ
со стороны НАТО, в том числе с помощью ядерного оружия.

## Личная жизнь
Замужем за инженером Гельмутом Карренбауэром, воспитывает троих детей.